# Bùi Hoài Sơn
Bùi Hoài Sơn (sinh ngày 24 tháng 10 năm 1975) là nhà văn hóa, Đại biểu Quốc hội nước Cộng hòa xã hội chủ nghĩa Việt Nam. Ông hiện là Ủy viên thường trực Ủy ban Văn hoá, Giáo dục của Quốc hội, Phó Chủ tịch Nhóm nghị sĩ Việt Nam – Azerbaijan, Đại biểu Quốc hội khóa XV từ Hà Nội. Ông từng là Viện trưởng Viện Văn hóa Nghệ thuật Quốc gia Việt Nam, Thành viên Tổ tư vấn của Hội đồng Quốc gia về Phát triển bền vững và Nâng cao năng lực cạnh tranh, là Ủy viên các cơ quan như Hội đồng Lý luận trung ương, Hội đồng Lý luận văn học nghệ thuật trung ương, Hội đồng Quốc gia về giáo dục và phát triển nguồn nhân lực.
Bùi Hoài Sơn là đảng viên Đảng Cộng sản Việt Nam, học hàm và học vị Phó Giáo sư, Tiến sĩ Văn hóa, Cao cấp lý luận chính trị. Ông có hơn 20 năm công tác khoa học ngành văn hóa trước khi tham gia hoạt động Quốc hội.

## Xuất thân và giáo dục
Bùi Hoài Sơn sinh ngày 24 tháng 10 năm 1975 tại xã Bản Nguyên, huyện Lâm Thao, tỉnh Phú Thọ. Ông lớn lên và tốt nghiệp phổ thông ở Phú Thọ, thi đỗ Trường Đại học Khoa học Xã hội và Nhân văn, Đại học Quốc gia Hà Nội năm 1992, theo học và tốt nghiệp Cử nhân Xã hội học vào năm 1996. Tháng 9 năm 2001, ông sang Vương quốc Anh để học cao học ở Đại học Bắc London, tốt nghiệp Thạc sĩ Quản lý di sản và nghệ thuật vào tháng 8 năm 2002. Sau đó, ông là nghiên cứu sinh chuyên ngành quản lý văn hoá ở Viện Văn hóa Nghệ thuật Quốc gia Việt Nam, bảo vệ thành công luận án tiến sĩ đề tài "Quản lý lễ hội của người Việt ở châu thổ Bắc Bộ từ năm 1945 đến nay", trở thành Tiến sĩ Văn hóa vào năm 2007. Ông được kết nạp Đảng Cộng sản Việt Nam vào ngày 25 tháng 5 năm 2001, trở thành đảng viên chính thức sau đó 1 năm, từng theo học các khóa chính trị ở Học viện Chính trị Quốc gia Hồ Chí Minh và tốt nghiệp Cao cấp lý luận chính trị. Hiện ông thường trú ở phường Thanh Xuân Trung, quận Thanh Xuân, thành phố Hà Nội.

## Sự nghiệp
Tháng 4 năm 1997, sau khi tốt nghiệp trường Nhân văn, Bùi Hoài Sơn được tuyển dụng viên chức vào Viện Văn hóa Nghệ thuật Quốc gia Việt Nam – đơn vị sự nghiệp khoa học thuộc Bộ Văn hóa, Thể thao và Du lịch, bắt đầu ở vị trí Nghiên cứu viên của Ban Nghiên cứu thông tin. Ông công tác 4 năm rồi đi du học Vương quốc Anh, trở về vào năm 2002 thì tiếp tục hoạt động ở Viện, được bổ nhiệm làm Trưởng ban Nghiên cứu văn hóa nước ngoài. Tháng 1 năm 2008, ông được điều chuyển sang làm Trưởng phòng Khoa học, Đào tạo, Hợp tác quốc tế, rồi tiếp tục điều chuyển làm Trưởng phòng Đào tạo của Viện. Giai đoạn này, ông nghiên cứu và được phong học hàm Phó Giáo sư ngành Văn hóa. Tháng 1 năm 2012, ông được bổ nhiệm làm Phó Viện trưởng Viện Văn hóa Nghệ thuật Quốc gia Việt Nam, rồi được phân công là Phó Viện trưởng phụ trách từ tháng 8 năm 2017. Đến tháng 11 cùng năm, ông được bổ nhiệm làm Viện trưởng, rồi lần lượt kiêm nhiệm các vị trí Thành viên Tổ tư vấn của Hội đồng Quốc gia về Phát triển bền vững và Nâng cao năng lực cạnh tranh từ tháng 3 năm 2020, Bí thư Đảng ủy Viện từ tháng 6, và Ủy viên Ban Chấp hành Đảng ủy Bộ Văn hóa, Thế thao và Du lịch từ tháng 8. Bên cạnh đó, ông giữ các vị trí khác của nhiệm kỳ 2021–2026 như Ủy viên Hội đồng Lý luận Trung ương, Ủy viên Hội đồng Lý luận Văn học nghệ thuật trung ương, Ủy viên Hội đồng quốc gia về giáo dục và phát triển nguồn nhân lực.
Năm 2021, Bùi Hoài Sơn tham gia ứng cử đại biểu Quốc hội từ Hà Nội, tại đơn vị bầu cử số 5 gồm các quận Tây Hồ, Bắc Từ Liêm, và huyện Hoài Đức, rồi trúng cử Đại biểu Quốc hội khóa XV với tỷ lệ 73,53%. Ngày 23 tháng 7 năm 2021, ông được phê chuẩn bổ nhiệm làm Ủy viên thường trực Ủy ban Văn hoá, Giáo dục của Quốc hội, Phó Chủ tịch Nhóm nghị sĩ Việt Nam – Azerbaijan từ tháng 11 cùng năm.